# Pillion (Film)
Pillion (dt.: „Sozius“) ist ein britischer Spielfilm von Harry Lighton aus dem Jahr 2025. Der Liebesfilm handelt von einem schüchternen jungen Mann, der sich auf eine unterwürfige SM-Beziehung mit einem älteren Motorradfahrer einlässt. Die Hauptrollen übernahmen Harry Melling und Alexander Skarsgård. Die Geschichte wurde von dem Roman Box Hill von Adam Mars-Jones inspiriert. Der Film wurde im Mai beim Festival von Cannes uraufgeführt. Eine Kinoauswertung in den USA ist durch das Unternehmen A24 geplant.

## Handlung
Der schüchterne Colin führt ein trostloses Leben in der Vorstadt. Eines Tages macht er Bekanntschaft mit Ray, dem attraktiven und selbstbewussten Anführer eines Motorradclubs. Ray führt Colin in die Welt der queeren und sexuell offenen Biker ein. Beide beginnen eine Beziehung miteinander. Colin übernimmt dabei die sexuelle Rolle eines Sklaven, während Ray einen Fetisch für Leder hat. Je tiefer Colin in Rays Welt voller Regeln und Geheimnisse eintaucht, desto mehr beginnt sich eine unkonventionelle Dynamik zwischen den beiden zu entwickeln. Nach einiger Zeit kommen ihm Zweifel, ob er die SM-Beziehung mit Ray weiter aufrechterhalten soll.

### Literaturvorlage und Besetzung der Hauptrollen

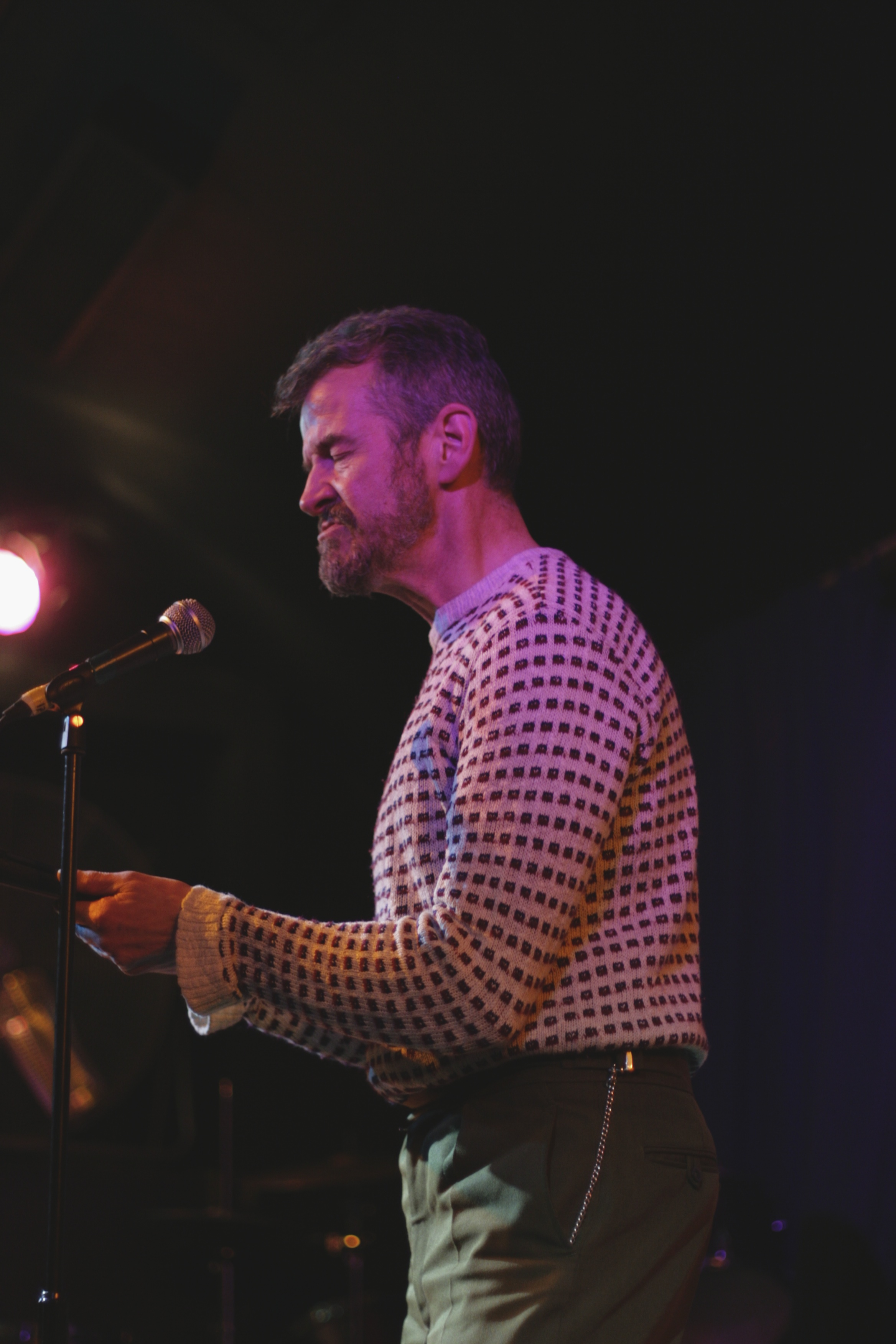
Adam Mars-Jones (2012), Schöpfer der Romanvorlage

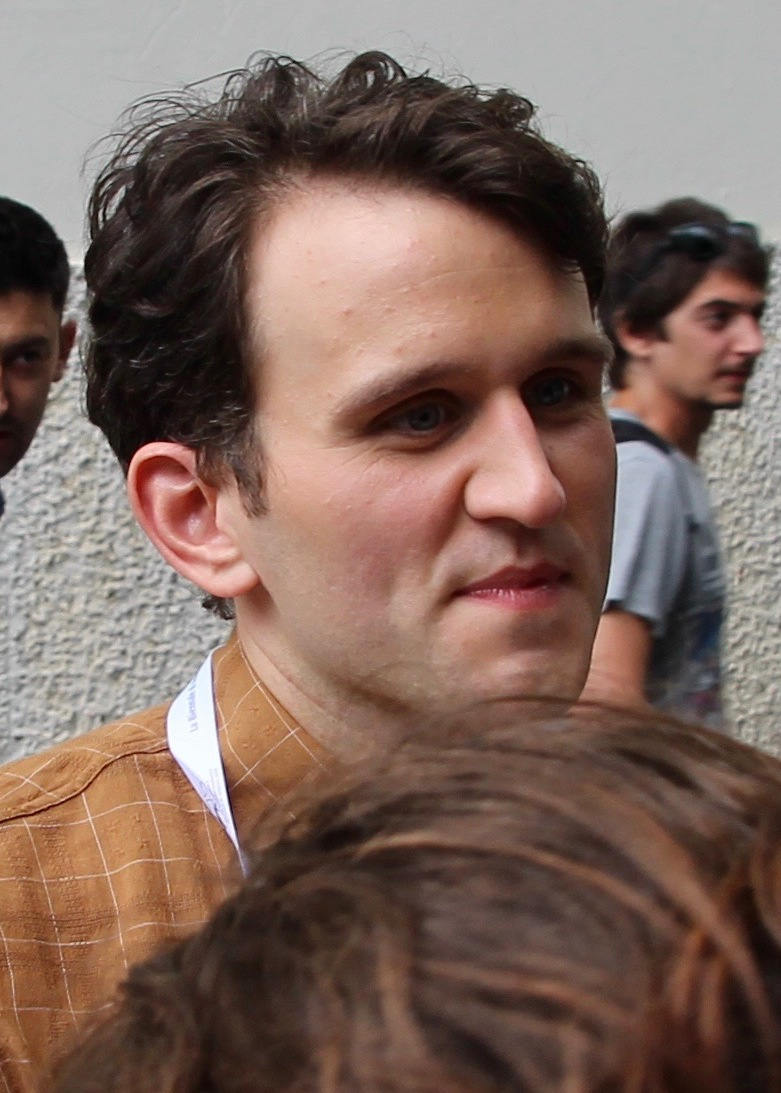
Harry Melling (2018)
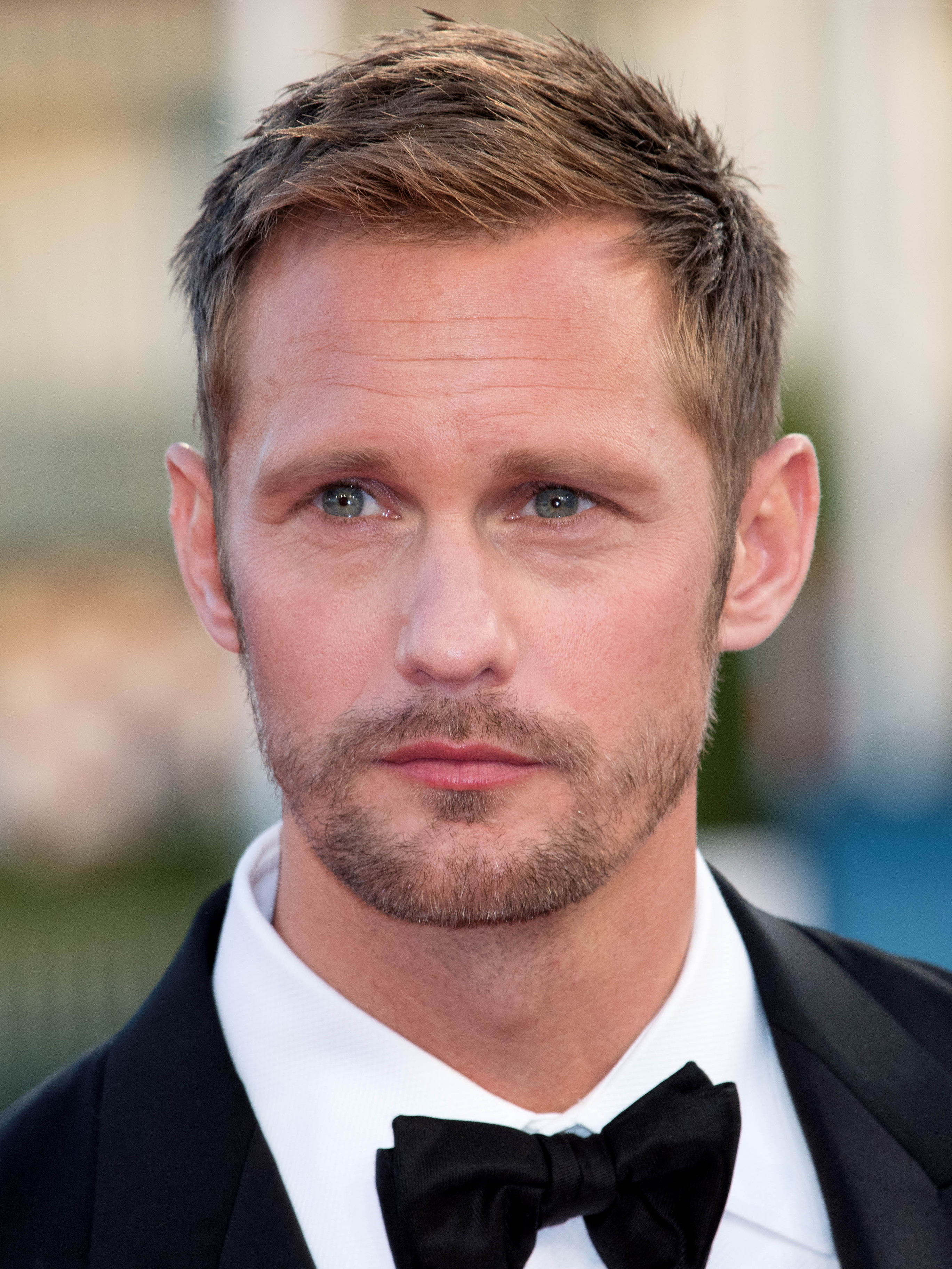
Alexander Skarsgård (2016)

## Entstehungsgeschichte